# Catalina Castaño
Catalina Castaño Álvarez (* 7. Juli 1979 in Pereira, Departamento de Risaralda) ist eine ehemalige kolumbianische Tennisspielerin.

## Karriere
Castaño, die im Alter von zehn Jahren mit dem Tennissport begann, bevorzugte dabei Sandplätze.
Ab 2005 besiegte sie einige Top-20-Spielerinnen, darunter Nicole Vaidišová, Anna-Lena Grönefeld, Patty Schnyder, Paola Suárez und Li Na. Am 10. Juli 2006 erreichte sie mit Position 35 ihre beste Einzelplatzierung. Ab November 2006 war sie in der Weltrangliste für längere Zeit die bestplatzierte südamerikanische Tennisspielerin.
Ihren ersten Titel auf der WTA Tour gewann Castaño am 22. Juli 2012 mit Doppelpartnerin Mariana Duque Mariño in Båstad.
Am 17. Februar 2013 gewann sie im Alter von 32 Jahren das Challenger-Turnier von Cali, wiederum mit Duque Mariño an ihrer Seite. Am selben Tag verpasste sie ihren siebten ITF-Titel im Einzel, als sie sich im Endspiel Lara Arruabarrena Vecino geschlagen geben musste.
Nach dem WTA-Turnier in Florianópolis wurde bei Castaño im Februar 2014 Brustkrebs diagnostiziert. Daraufhin erklärte sie ihre Tenniskarriere für beendet.
Ab 1996 hat sie nicht weniger als 74 Partien für die kolumbianische Fed-Cup-Mannschaft bestritten. Sie kam bei insgesamt 51 Siegen auf eine Bilanz von 33:17 im Einzel und von 18:6 im Doppel.

## Turniersiege

### Einzel
| Nr. | Datum         | Turnier    | Kategorie   | Belag | Finalgegnerin        | Ergebnis      |
| --- | ------------- | ---------- | ----------- | ----- | -------------------- | ------------- |
| 1.  | April 1999    | Santiago   | ITF $10.000 | Sand  | Maria-Fernanda Landa | 6:4, 6:2      |
| 2.  | Mai 2000      | Midlothian | ITF $25.000 | Sand  | Evelyn Fauth         | 6:3, 7:5      |
| 3.  | Dezember 2000 | Bogotá     | ITF $50.000 | Sand  | Fabiola Zuluaga      | 4:1r          |
| 4.  | Mai/Juni 2003 | Campobasso | ITF $10.000 | Sand  | Nina Brattschikowa   | 6:2, 6:2      |
| 5.  | Juni 2003     | Gorizia    | ITF $25.000 | Sand  | Michaela Paštiková   | 7:62, 6:4     |
| 6.  | Juli 2004     | Orbetello  | ITF $75.000 | Sand  | Aljona Bondarenko    | 2:6, 6:2, 6:3 |

### Doppel
| Nr. | Datum            | Turnier     | Kategorie         | Belag     | Partnerin            | Finalgegnerinnen                     | Ergebnis         |
| --- | ---------------- | ----------- | ----------------- | --------- | -------------------- | ------------------------------------ | ---------------- |
| 1.  | Januar 2011      | Bucaramanga | ITF $10.000       | Sand      | Viky Núñez Fuentes   | Nathália Rossi Zuzana Zlochová       | 7:63, 6:1        |
| 2.  | Januar 2012      | Plantation  | ITF $25.000       | Sand      | Laura Thorpe         | Jessica Pegula Ahsha Rolle           | 6:4, 6:2         |
| 3.  | 22. Juli 2012    | Båstad      | WTA International | Sand      | Mariana Duque Mariño | Eva Hrdinová Mervana Jugić-Salkić    | 6:4, 5:7, [10:6] |
| 4.  | 28. Oktober 2012 | Poitiers    | ITF $100.000      | Hartplatz | Mervana Jugić-Salkić | Stéphanie Foretz Gacon Tatjana Malek | 6:4, 5:7, [10:4] |
| 5.  | 4. November 2012 | Nantes      | ITF $50.000+H     | Hartplatz | Mervana Jugić-Salkić | Petra Cetkovská Renata Voráčová      | 6:4, 6:4         |
| 6.  | 17. Februar 2013 | Cali        | WTA Challenger 1  | Sand      | Mariana Duque Mariño | Florencia Molinero Teliana Pereira   | 3:6, 6:1, [10:5] |